# Kriterion Kiskalauz
Kriterion Kiskalauz a Kriterion Könyvkiadó 1978-ban indított sorozata, amely a romániai magyar könyvkiadásban már korábban is meglévő közhasznú ismeretterjesztő és hobbi-könyveket kívánta egységes – főképp az ifjú könyvkedvelők elvárásaihoz igazodó – sorozatba foglalni. Szerkesztője Kacsó Judit, akinek munkáját szaklektorok mellett szerkesztőbizottság (Keresztes Zoltán, Marosi Pál, Nagy Miklós, Tenkei Tibor, Veress Zoltán) segítette. 1990-nel bezárólag 13 év alatt összesen 33 kötete jelent meg, több mint 570 000 példányban.
A kötetek egyik része közhasznú ismereteket nyújtó mű: a fényképezésről, a zsebszámológép, a mikroszkóp hasznáról és használatáról, a háztartásban alkalmazható vegyszerekről, a munkabalesetekről és megelőzésükről. Egy másik csoportba az iskolai tudást bővítő-továbbfejlesztő művek tartoznak: Nagy Pál bevezetése a képzőművészetbe (1979), Nagy Kálmán és Szabó Kálmán kötetei a magyar nyelv és nyelvtan elmélyítésének játékos, élvezetnyújtó módszereiről (1978 és 1980), Benedek Marcell Irodalmi hármaskönyve (1982).
Részben ide, de részben már a hasznos szenvedélyek és a természetismeret tárgyköreibe tartoznak az olyan kötetek, mint Kelemen Attila Madaraskönyve (1978), Veres József Ásványgyűjtők könyve (1981), Veress Magda Gombászkönyve (1982), Gyurkó István A halak világa (1983) c. kötete, Kelemen Attila Kutyáskönyve (1986), Kuszálik Mária és Péter Fák, cserjék (1984) c. kötete, Mikó István Vadászkönyv (1984) c. munkája, Kászoni Zoltán Horgászkönyve (1988), Béldi Miklós Élet az erdőben (1989) és Wilhelm Sándor Mint hal a vízben (1990) c. kötete. Az utolsó kiadványok között a házi és háztáji gazdálkodáshoz segítséget nyújtó gyakorlati célú kötetek is vannak, mint amilyen Papp István Háztáji állattartás (1989), majd Bagosi József Kertbarátok könyve (1990) c. munkája. A sorozat megújítását jelző erőfeszítések eredménye Lőwy Károly gyermekegészségügyi és Imreh Albert fényképészeti kötete is.
A kötetek egy másik csoportját alkotják a természetjárás és a sport határterületein lévő szabadidő-tevékenységeket megismertető művek. Így jelent meg hegymászók, barlangászok, tájfutók, vitorlázó és sárkányrepülők könyve s végül néhány egészen a hobbi körei felé mutató kötet: bélyeggyűjtők, éremgyűjtők, képeslapgyűjtők, ásványgyűjtők könyve.